# Plantenbeurs van Hombeek

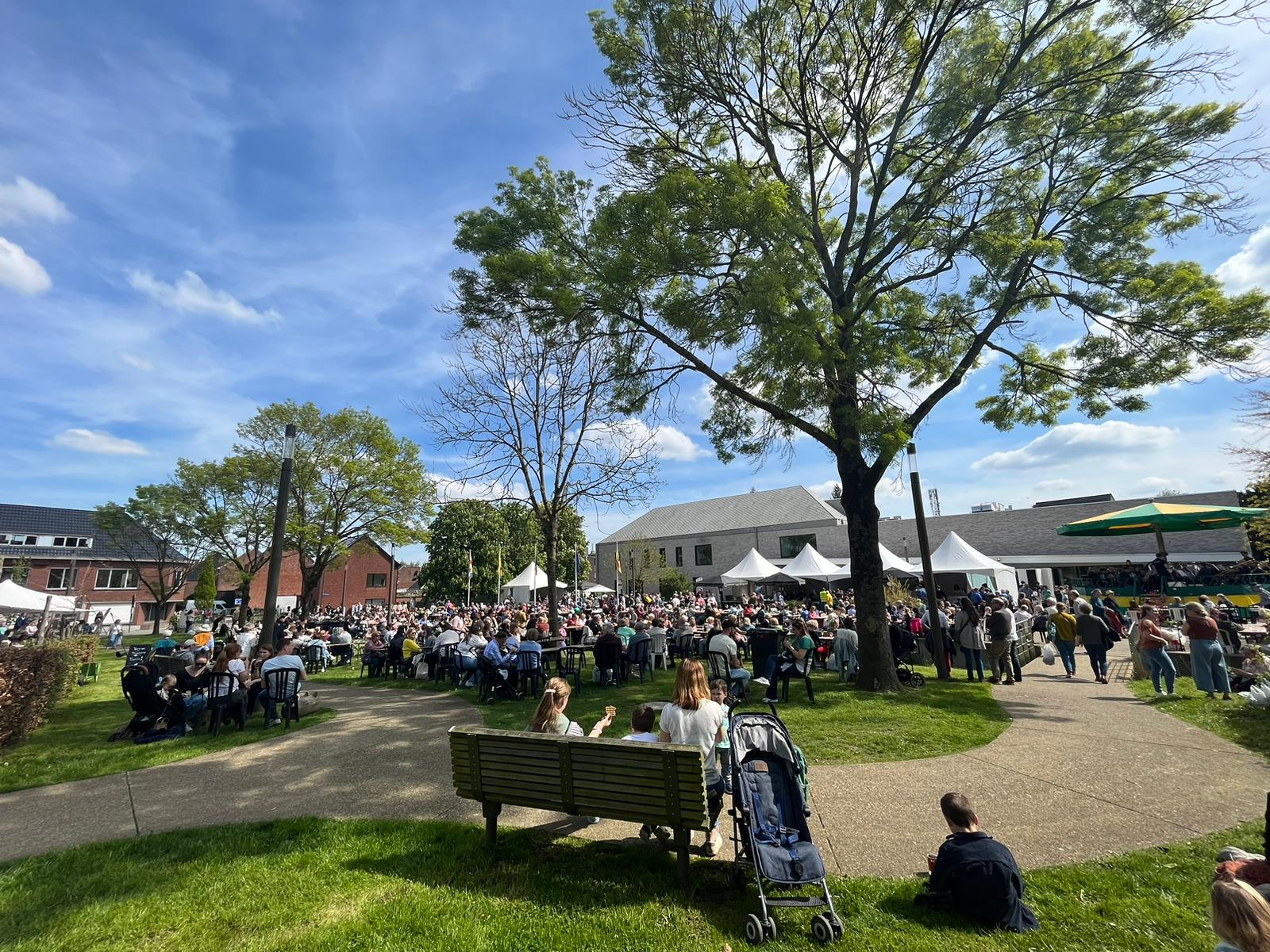

De Plantenbeurs Hombeek is een jaarlijkse, nationale plantenbeurs in Hombeek, in de regio Mechelen. Het evenement staat bekend als een van de grootste plantenbeurzen in het land en trekt jaarlijks duizenden bezoekers. De beurs wordt traditioneel gehouden op de laatste zondag van april en heeft al verschillende succesvolle edities gehad, met meer dan 20.000 bezoekers en meer dan 200 standhouders.
De eerste editie van de Plantenbeurs Hombeek vond plaats in 1990 en sindsdien is het evenement uitgegroeid tot een echte tuinklassieker. Het initiatief voor de beurs kwam voort uit een schoolproject van de lokale Sint-Maartenschool. De organisatie van het evenement ligt in handen van Dirk Buelens, directeur van de Sint-Maartenschool, en Walter Segers. Ter gelegenheid van de 30e editie van de Plantenbeurs Hombeek, die plaatsvond op 30 april 2023, was er een speciale kunstenaarsmarkt ingericht. Op deze markt hebben schilders, tekenaars, fotografen en beoefenaars van glas-, textiel-, keramiek- en beeldhouwkunst hun werken tentoongesteld. Dit voegt een extra artistiek element toe aan het evenement.
Plantenbeurs Hombeek trekt standhouders uit zowel binnen- als buitenland aan, die op die dag een enorme verscheidenheid aan tuinplanten aanbieden. De bezoekers kunnen genieten van een dag vol tuinplezier, waarbij ze kunnen kiezen uit een breed scala aan planten en bloemen. Een opvallend kenmerk van de beurs is de lage prijs van de planten, die wordt gestimuleerd door de concurrentie tussen de standhouders. De toegangsprijs bedraagt €3, en parkeren is gratis. Kinderen jonger dan 12 jaar mogen gratis naar binnen. Het geld dat wordt opgebracht door de plantenbeurs wordt volledig besteed aan de vernieuwing van het schoolgebouw van de Sint-Maartenschool in Hombeek. Opmerkelijk is dat de plantenbeurs gedurende de afgelopen dertig jaar zonder sponsors is georganiseerd.